# 香槟产区

香槟区的葡萄种植区

法国东北部有一片历史悠久的香槟葡萄酒产区，以生产香槟而闻名。香槟是一种以该地区名字而命名的起泡白葡萄酒。欧盟及大多数国家/地区都将 "香槟 "一词专用于这种位于巴黎以东约160公里（100英里）的地区的葡萄酒。香槟区的葡萄种植边界是依法界定的，在历史悠久的省份内分为五个葡萄酒产区：奥布、科特迪瓦白丘、科特迪瓦塞尚、兰斯山和马恩河谷。兰斯市和埃佩尔奈镇是该地区的商业中心。兰斯以其大教堂而闻名。该大教堂是法国国王加冕典礼的举办地，也是联合国教科文组织的世界文化遗产。
香槟区位于法国的北部边缘，其历史在这一独特风土的发展过程中显得尤为重要。靠近巴黎的地理位置促进了该地区葡萄酒贸易的经济繁荣，但也使村庄和葡萄园成为军队进军法国首都的必经之路。尽管军事冲突频繁发生，该地区在中世纪早期就以高质量的葡萄酒生产而闻名。随着17和18世纪大型香槟酒厂的出现，该地区的生产商开始酿造起泡酒以维持这种声誉。这一地区主要种植的葡萄品种有霞多丽、黑皮诺和莫尼耶皮诺。黑皮诺在兰斯山的长势很好，是奥布地区种植最广泛的葡萄。莫尼耶皮诺是马恩河谷的主要葡萄品种。白丘地区专门种植霞多丽。
17世纪香槟等起泡酒的发源是香槟产区独特的白垩地貌和由此产生的农工业体系的结果。因此，该地区的许多生产基地和酒窖于2015年作为香槟山坡、房屋和酒窖遗址的一部分被列入联合国教科文组织世界遗产名录。 

## 地理和气候

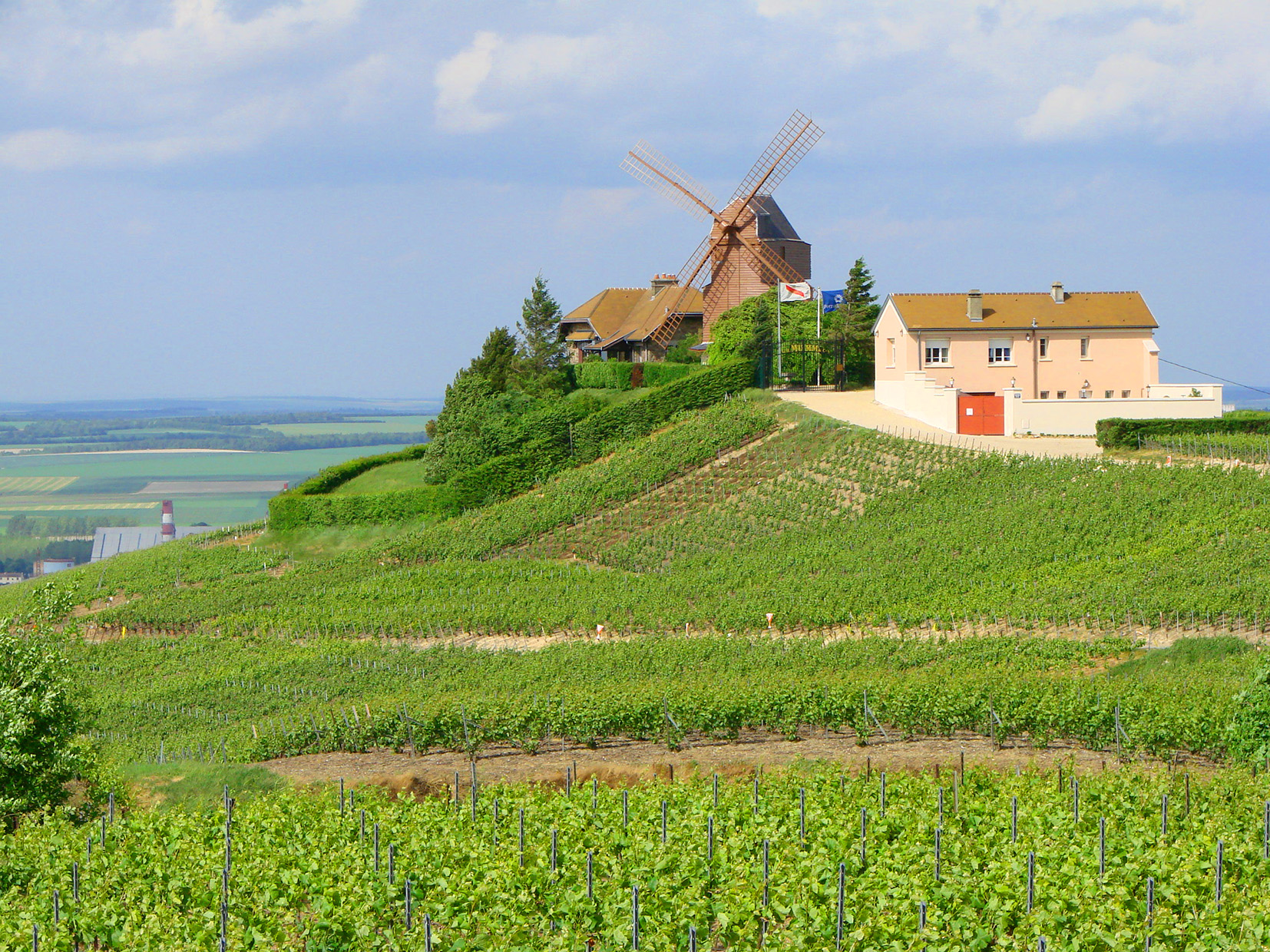
兰斯山区韦尔泽奈的香槟葡萄园

香槟产区位于北纬49度附近整个葡萄酒产地的北部边界。由于过高的纬度和10℃（50°F）的年平均气温，该地的葡萄很难完全成熟。而森林的存在可以稳定温度并保持土壤中的水分，十分有助于葡萄的成熟。同时，凉爽的温度有助于在葡萄中产生高浓度的酸，为酿造起泡酒提供了理想的条件。 
7月是葡萄的生长季节，平均温度为18℃（66°F）。该地区的年平均降雨量为630毫米（25英寸），而9月收获月的降雨量为45毫米（1.8英寸）。全年，种植者都要注意防范葡萄生长过程中的真菌病害和早春霜冻。
古代海洋在7000万年前消退时留下了白垩土沉积物。1000万年前发生在该地区的地震将箭石化石的海洋沉积物推向地表，形成了箭石白垩地形。土壤中的箭石具有良好的排水性。它吸收太阳的热量，并在夜间逐渐释放出来。这种土壤造就了香槟酒特有的轻盈和细腻的口感。奥布地区是个例外，它的土壤主要是粘土。 白垩还用于地下酒窖的建造，可以在葡萄酒存放于酒瓶期间保持低温环境。 

## 历史

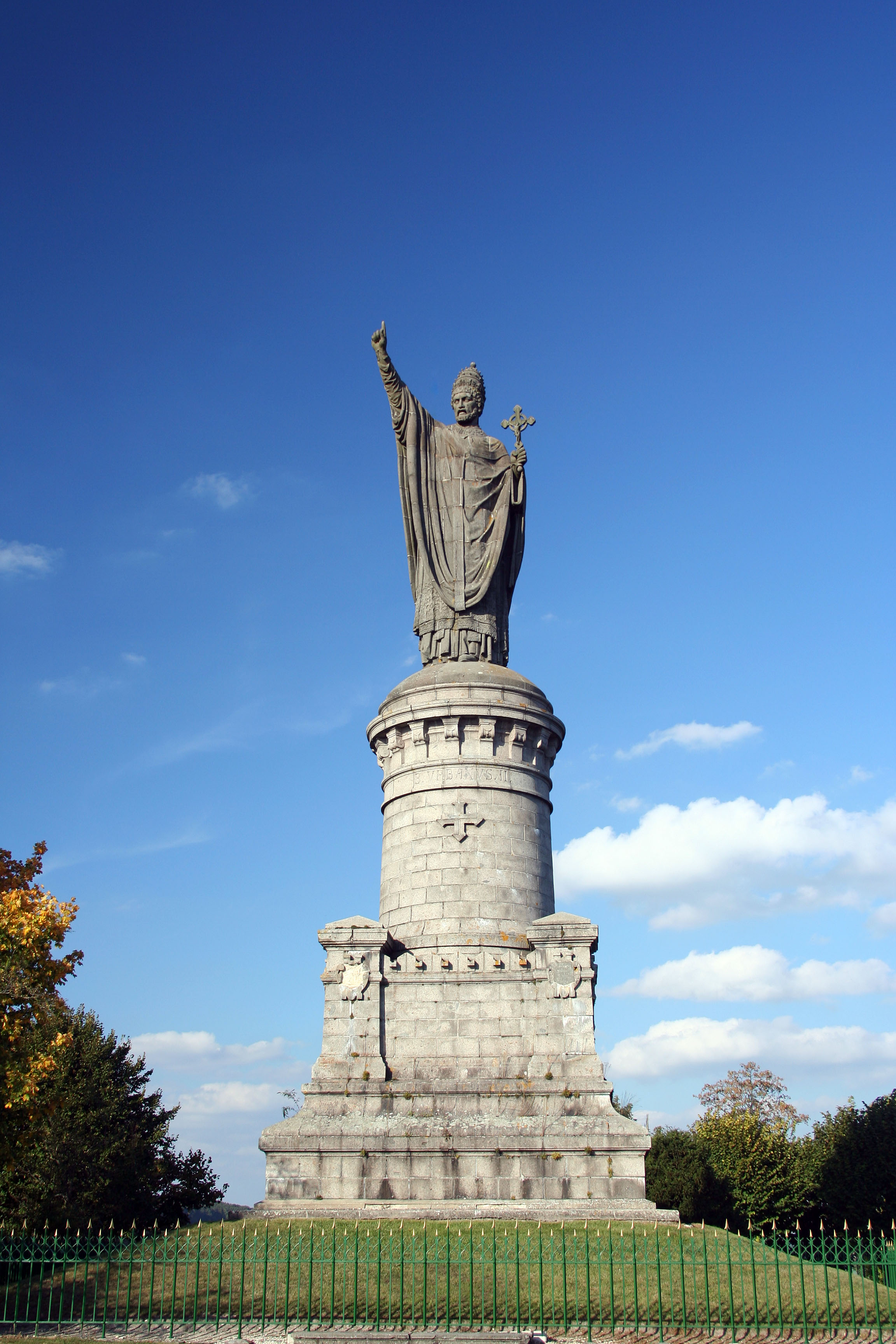
乌尔班二世教皇雕像

从查理曼大帝鼓励该地区种植葡萄，到他的儿子路易斯在兰斯加冕，在加洛林统治时期，香槟产区迎来繁荣发展。兰斯为国王加冕的传统也为产自该地区的葡萄酒带来了声誉。 从 950 年到 1316 年，香槟伯爵将该地区作为一个独立的郡县来统治。1314 年，最后一位香槟伯爵登基成为法国国王路易十世，该地区成为皇家领土的一部分。

### 军事冲突
作为军事和贸易路线的 "十字路口"，香槟区地理位置在其历史地位中发挥了重要作用。但同样，这也使该地区更容易在经常发生的军事冲突中遭到破坏。公元451年，在香槟沙隆附近，阿提拉和匈奴人被罗马军团、法兰克人和西哥特人组成的联盟击败，成为匈奴入侵欧洲的转折点。 
百年战争期间，这片土地屡遭战火的摧残。1560年，在胡格诺派和天主教徒之间的宗教战争中，奥特维勒修道院及其葡萄园被毁被摧毁。随后，在三十年战争和投石党内战期间，士兵和雇佣兵占领了该地区。直到1660年代，在路易十四统治时期，该地区才迎来和平，香槟才得以生产和发展。 

### 葡萄酒生产史

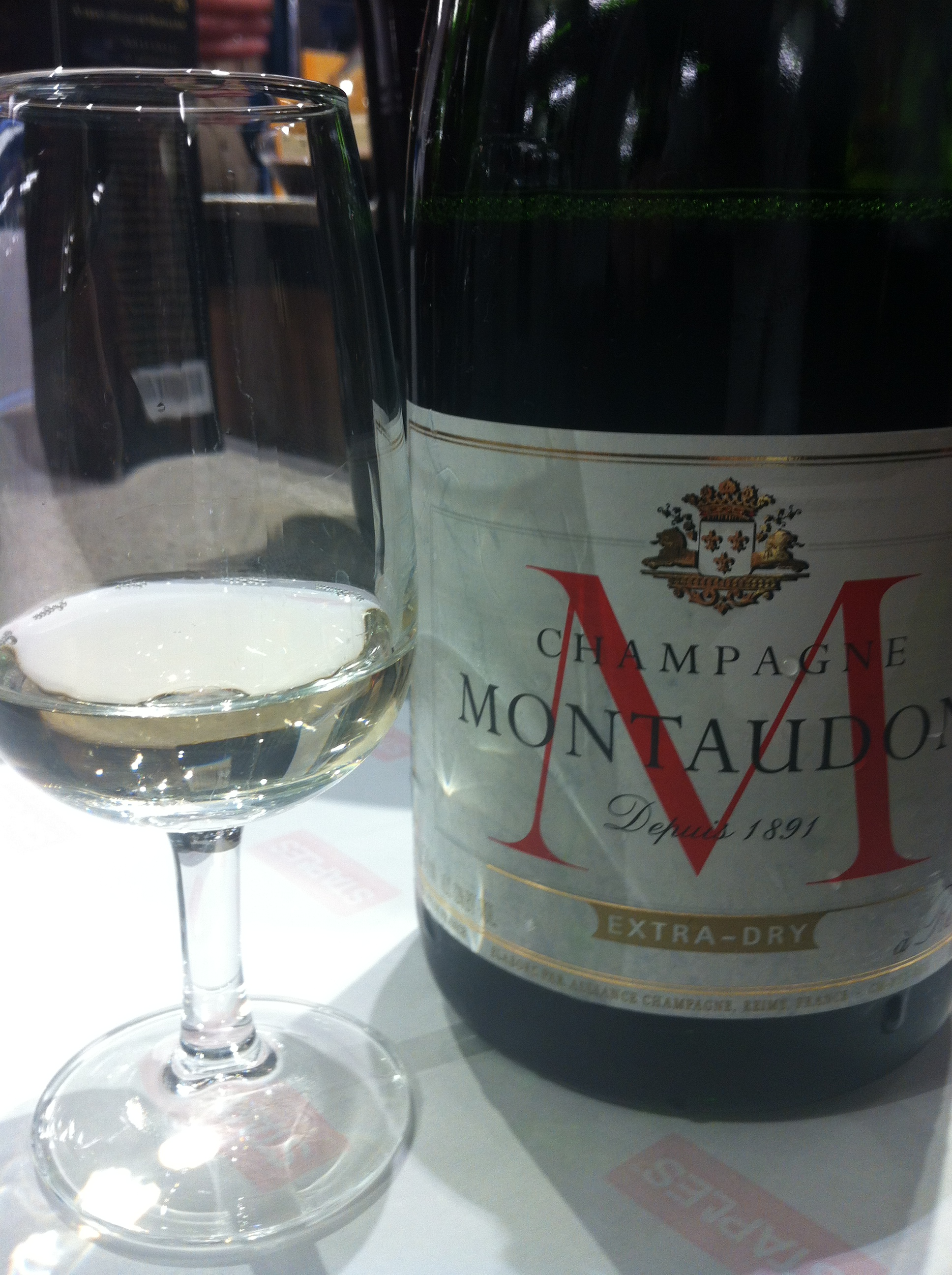
香槟酒

该地区在葡萄酒生产方面的声誉可以追溯到中世纪。当时从小在香槟产区长大教皇乌尔班二世（公元 1088-1099 年在位）宣称马恩省阿伊的葡萄酒是世界上最好的葡萄酒。有一段时间，阿伊被用作整个香槟区葡萄酒的简称，类似于人们常用博讷来指代勃艮第葡萄酒。诗人亨利·德安德利在其作品《葡萄酒之战》中，将来自埃佩尔奈、奥特维勒和维特里莱兰斯的葡萄酒评为欧洲最好的葡萄酒。随着该地区声誉的提高，教皇和皇室成员都想把这片土地据为己有。教皇利奥十世、法国的弗朗西斯一世、西班牙的查理五世和英国的亨利八世都在该地区拥有葡萄园区。亨利八世的法官托马斯-沃尔西枢机主教在1518年收到了一批来自阿伊的葡萄酒，这是香槟区向英国出口葡萄酒的第一份记录。
该地区的无泡葡萄酒在巴黎受到高度评价，被誉为"河畔葡萄酒 "和 "山间葡萄酒"。这里的河畔和山间指的是马恩河和森林地带。马恩河将葡萄酒的流行带到塞纳河区域，然后进入巴黎。 该地区与勃艮第在佛兰德葡萄酒有着贸易上的竞争，并试图利用兰斯在伯恩贸易路线上优越的地理位置来促进其贸易繁荣。15世纪，该地区大量种植黑皮诺。尽管酿造者们加入了接骨木果来加深颜色，但酿造出来的红葡萄酒在丰富性和颜色上难以与勃艮第葡萄酒相提并论。这使得人们更加关注白葡萄酒。 
戈塞特香槟酒庄成立于 1584 年，是一家无泡葡萄酒生产商，也是当今仍在运营的最古老的香槟酒庄。汝纳特香槟成立于1729年，不久之后，夏努安香槟（1730）、泰亭哲香槟(1734)、酩悦香槟（1743）和凯歌香槟（1772）也相继成立。 
19世纪见证了香槟产量的爆炸性增长，区域年产量从1800年的30万瓶增加到1850 年的2000万瓶。 

#### 与勃艮第的竞争
对香槟酒生产的强烈影响是该地区与勃艮第之间长达数百年的竞争。从巴黎的主要市场到法国路易十四在凡尔赛宫的宫殿，香槟和勃艮第的支持者将争夺主导地位。该地区与勃艮第之间长达几个世纪的竞争在很大程度上影响了香槟的产量。从巴黎的主要市场到路易十四在法国凡尔赛宫的宫殿，香槟和勃艮第各自的支持者一直在争夺香槟市场的主导权。在一生中的大部分时间里，路易十四都只喝香槟。医生安托万-达奎因建议他每餐都喝香槟，以利于他的健康。随着国王年龄的增长和疾病的加重，相互竞争的医生们提出了用其他葡萄酒进行替代治疗以舒缓国王的病痛的建议。其中一位医生盖-克雷森特-法贡与国王的情妇合谋，赶走了达奎因，并自封为皇家医生。不久后，法贡把国王的持续病痛归咎于香槟，以此下令今后在王室餐桌上只准供应勃艮第葡萄酒。 
这一竞争在整个地区和巴黎市场都产生了连锁反应。香槟和勃艮第都非常关注自家葡萄酒的“健康”声誉，甚至出钱请医科学生写论文，吹捧自家葡萄酒的健康益处。这些论文随后被用作广告小册子，分发给商家和顾客。兰斯医学院发表了几篇论文，驳斥了法贡关于勃艮第葡萄酒比香槟更健康的说法。作为回应，勃艮第的酿酒师聘请了博恩医学院院长、内科医生让-巴蒂斯特·德·萨林斯在巴黎医学院座无虚席的礼堂里演讲。萨林斯称赞了勃艮第葡萄酒的深红色和强劲的特性，将其与香槟的淡红色进行比较，并阐释了香槟长途运输的 "不稳定性 "和二次发酵时产生的气泡的坏处。他的演讲稿被刊登在法国各地的报纸和小册子上，对香槟酒的销售产生了破坏性影响。 
这场口水战又持续了130年。医生、诗人、剧作家和作家都在无休止地为自己喜欢的酒争论，他们的言论甚至被应用于勃艮第和香槟的广告中。有几次几乎引起这两个地区的内战。 后来，该竞争的转折点出现了。几家香槟酒商放弃了生产红葡萄酒，转而专注于利用香槟的起泡特性。随着该特性越来越受欢迎，法国和欧洲的医生开始谈论气泡的对于健康的益处，声称它可以治疗疟疾。随着越来越多的香槟酒制造商开始酿造这种全新的、与先前风格完全不同的葡萄酒，香槟与勃艮第的竞争逐渐缓和，最终完全停战。 

## 葡萄园分类与法规

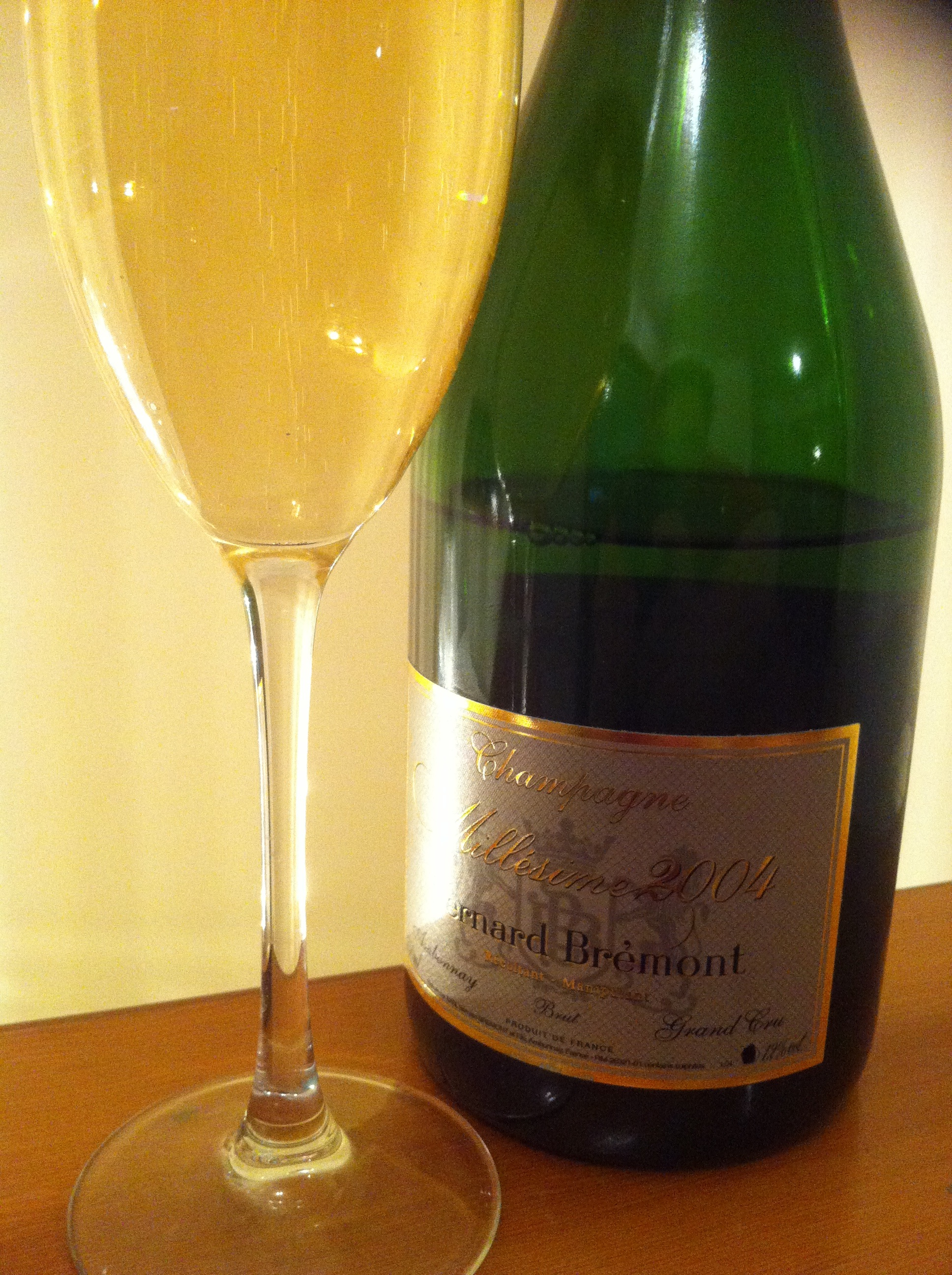
来自昂博奈的优质香槟

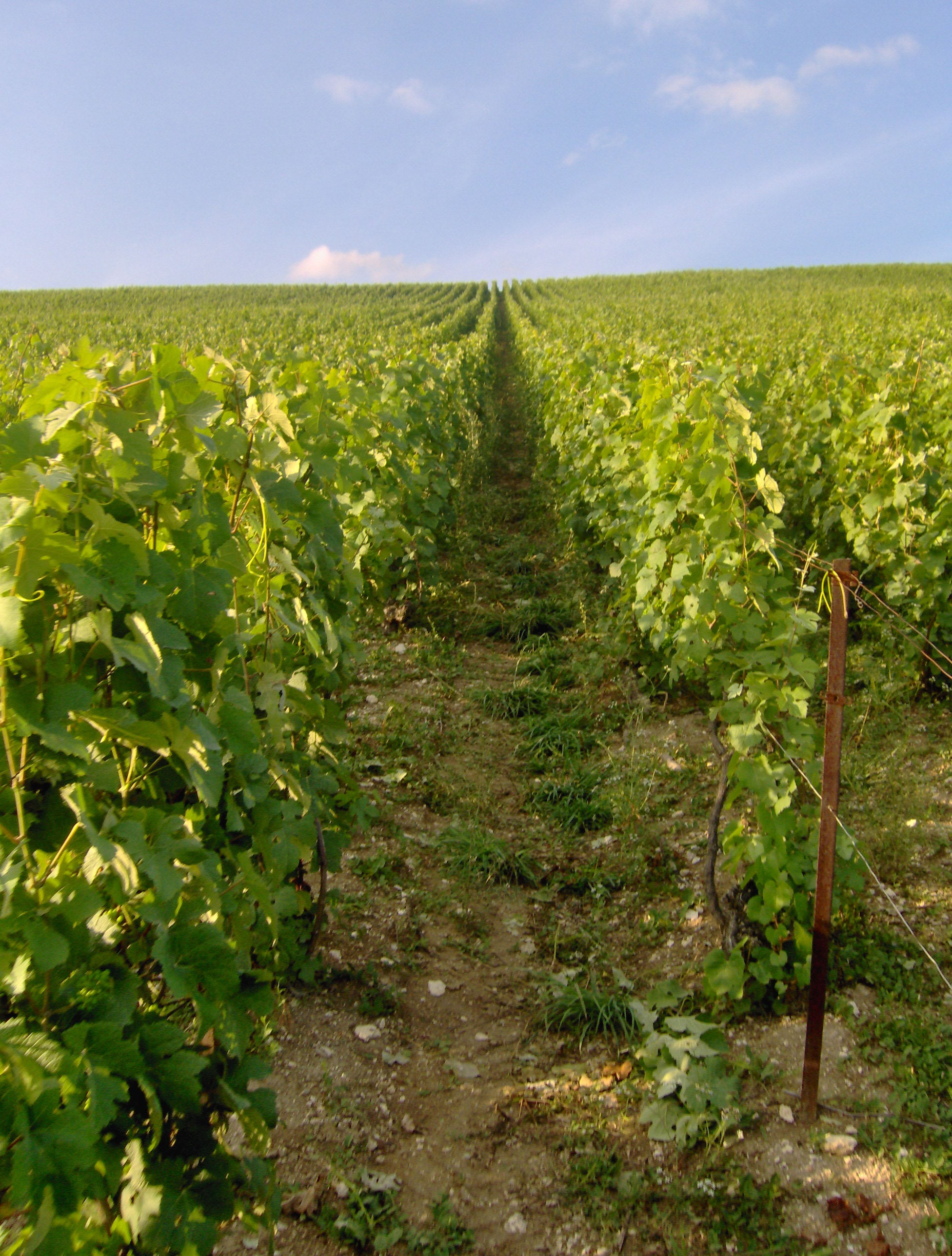
香槟葡萄园

1927年，香槟区的葡萄种植边界被依法界定，并分成了五个产酒区：奥布河区、白丘区、塞尚区、兰斯山区和马恩河谷区。2008年，该地区拥有33,500公顷(76,000英亩)的葡萄园，分布在319个村庄周边。这些村庄有5,000名葡萄酒酿者和14,000名仅出售葡萄的种植者。   
不同地区生产的葡萄具有不同的特性，香槟酒庄将这些葡萄混合在一起，创造出独特的酒庄风格。兰斯山的皮诺种植在朝北的山坡上，以其高酸度和混合后的细腻度而闻名。南坡上的葡萄果肉更富有弹性。整个地区的葡萄都为这款酒增添了酒香和醉意。在马恩河谷地区，大量的南向斜坡能够生长出成熟度最高、香气最浓郁的葡萄。白丘区的葡萄以其细腻和新鲜而闻名，附近的塞尚区的葡萄也有类似的特点，但相较之下略显逊色。 
1941年，香槟区葡萄酒行业委员会成立。该组织旨在保护香槟的声誉和营销，建立和监督葡萄园生产和酿造方法的法规。香槟区是唯一被允许将原产地名称从标签中省略的地区。 
香槟区葡萄酒行业委员会每年会根据葡萄和葡萄园的质量对该地区的村庄进行评级。葡萄酒价格和种植者能拿到的酬劳依据该评级而定。比如，特级葡萄园获得100分的评级，那么其种植者就可以拿到全部的钱。优质葡萄园的评级为90-99%，二级葡萄园的评级为80-89%。 根据产区规则，4000公斤（8800磅）的葡萄大约可以榨出673加仑（2550升或3060升）的果汁。前541加仑（2,050升或2,460升）为特级酒，后132加仑（500升或600升）为尾酒。在1992年之前，可以将44加仑（167L或200L）果汁作为的次等尾酒。对于陈年香槟来说，葡萄必须100%产自该年份。而非陈年葡萄酒是由不同年份葡萄混合制成的。陈酿香槟必须经过至少三年的陈酿。没有规定说葡萄酒必须在酒糟里酿造多长时间，但一些顶级香槟庄会将其在酒糟里保存5到10年以上。非陈年香槟酒要经过至少15个月的陈酿或者至少12个月的酒糟陈酿。大多数香槟酒庄在整个陈酿期间都将葡萄酒放在酒糟中。因为在陈酿前将酒装瓶比在发酵和陈酿过程结束时一次性装瓶和运输的成本更高。 